# أندريه ماركيز
أندريه ماركيز (بالبرتغالية: André Filipe Farias Marques‏) (1 أغسطس 1987 في البرتغال - ) هو لاعب كرة قدم برتغالي في مركز الدفاع. شارك مع منتخب البرتغال تحت 20 سنة لكرة القدم ومنتخب البرتغال تحت 21 سنة لكرة القدم. أما مع النوادي، فقد لعب مع سبورتينغ لشبونة وموريرينسي ونادي بيرا مار ونادي سيون ونادي فيتوريا سيتوبال ويو دي ليريا ونادي فريموند ‏ وG.S. Iraklis Thessaloniki ‏ ونادي إيراكليس وC.D. Olivais e Moscavide ‏.

## وصلات خارجية
- أندريه ماركيز على موقع الاتحاد الدولي (مؤرشف)  (الإنجليزية)
- أندريه ماركيز على موقع قاعدة بيانات كرة القدم.إي يو (الإنجليزية)
- أندريه ماركيز على موقع Soccerway.com (الإنجليزية)
- أندريه ماركيز على موقع عالم كرة القدم.نت (الإنجليزية)
- أندريه ماركيز على موقع AS.com (الإسبانية)